# Katastrofa kolejowa w Meudon
Katastrofa kolejowa w Meudon – zdarzenie, które miało miejsce 8 maja 1842 roku pomiędzy stacjami Meudon i Bellevue na linii łączącej Wersal i Paryż. Po uroczystościach na cześć króla Ludwika Filipa I w pałacu wersalskim pociąg wracający do Paryża wykoleił się w Meudon po tym, jak w pierwszej lokomotywie złamała się oś. Wagony uderzyły w lokomotywę i zaczęły się palić. Była to pierwsza katastrofa kolejowa we Francji i na świecie, która spowodowała śmierć tak wielu ludzi. Zginęło 52-200 osób, w tym podróżnik Jules Dumont d’Urville. Jednym z wniosków wyciągniętych z katastrofy była decyzja o zaniechaniu praktyki zamykania pasażerów w wagonach we Francji.

## Wykolejenie i pożar
Późnym niedzielnym popołudniem 8 maja 1842 roku zakończyły się publiczne uroczystości na cześć króla Ludwika Filipa I w Ogrodach wersalskich i wielu przybyłych zdecydowało wracać do Paryża. O godzinie 17:30 pociąg z Wersalu odjechał do Paris Montparnasse. Ponad 120-metrowy pociąg liczący 16-18 wagonów był prowadzony przez 2 lokomotywy parowe. W wagonach panował tłok, ponieważ pociągiem jechało 770 osób. Przy prędkości 40 km/h, pomiędzy Bellevue i Meudon, jedna z osi pierwszej lokomotywy złamała się, przez co lokomotywa wykoleiła się, rozrzucając wokół zawartość pieca. Kiedy reszta pociągu podążyła za pierwszą lokomotywą, wagony zapaliły się, więżąc pasażerów zamkniętych w przedziałach. Zamykanie wagonów było powszechną praktyką w Europie kontynentalnej tamtych czasów.
Ogień był tak intensywny, że nie dało się ustalić liczby ofiar śmiertelnych – szacuje się, że śmierć poniosło 52-200 osób, a setki odniosły poważne obrażenia. Wśród ofiar byli podróżnik Jules Dumont d’Urville oraz jego rodzina. Szczątki podróżnika zostały zidentyfikowane przez dr Dumontiera, lekarza i frenologa, na podstawie odlewów czaszki d’Urville’a.
Niektóre grupy religijne twierdziły, że pasażerowie zostali ukarani za podróżowanie w niedzielę. Ku pamięci ofiar została wybudowana kaplica „Notre-Dame-des-Flammes” (polski: kaplica „Matki Boskiej od Płomieni”), która w 1938 roku została wpisana na listę  (lista pomników historycznych we Francji), a następnie usunięta z tej listy w 1959 roku i niewiele później zburzona.

## Znaczenie
Była to pierwsza katastrofa, która doprowadziła do śmierci tak wielu osób, skutkiem czego we Francji zaniechano praktyki zamykania pasażerów w wagonach. Rząd Francji powołał komisję do zbadania katastrofy. Komisja ta poleciła testowanie osi, aby określić ich żywotność, oraz bieżące monitorowanie ich zużycia tak, aby mogły zostać wymienione w odpowiednim momencie.
Problem zmęczenia materiału był słabo rozumiany w tamtych czasach, a katastrofa była jednym z powodów rozpoczęcia nad nim systematycznych badań. Prace Edwardsa, Rankine’a i innych określiły, czym jest zmęczenie materiału. Później Rankine opracował nowe rozwiązanie dla osi kolejowych. Później, w latach 1856-1879, prace Augusta Wohlera polepszyły proces testowania osi, co z kolei doprowadziło do wydłużenia ich żywotności.